# Морисіта Фумітака
Фумітака Морисіта (яп. 森下 史崇; нар. 5 березня 1992, префектура Ібаракі) — японський борець вільного стилю, дворазовий бронзовий призер чемпіонатів Азії, бронзовий призер Кубку світу, бронзовий призер літньої Універсіади.

## Життєпис
Боротьбою почав займатися з 1998 року. Був бронзовим призером чемпіонату Азії 2007 року серед кадетів, срібним призером чемпіонату Азії 2009 року серед юніорів. У 2011 став бронзовим призером Кубку світу серед юніорів, а наступного року здобув бронзову нагаороду на світовій юніорській першості. Чемпіон світу 2014 року серед студентів.
Виступав за борцівський клуб «Ніхонтаїку», Токіо. Тренер — Мацумото.

## Спортивні результати на міжнародних змаганнях

### Виступи на Чемпіонатах Азії
| Змагання                       | Збірна | Вагова категорія          | Місце  |
| ------------------------------ | ------ | ------------------------- | ------ |
| Чемпіонат Азії з боротьби 2013 | Японія | вільна боротьба, до 55 кг | 5      |
| Чемпіонат Азії з боротьби 2014 | Японія | вільна боротьба, до 57 кг | Бронза |
| Чемпіонат Азії з боротьби 2015 | Японія | вільна боротьба, до 57 кг | Бронза |

### Виступи на Азійських іграх
| Змагання           | Збірна | Вагова категорія          | Місце |
| ------------------ | ------ | ------------------------- | ----- |
| Азійські ігри 2014 | Японія | вільна боротьба, до 57 кг | 5     |

### Виступи на Кубках світу
| Змагання                    | Збірна | Вагова категорія          | Місце  |
| --------------------------- | ------ | ------------------------- | ------ |
| Кубок світу з боротьби 2013 | Японія | вільна боротьба, до 55 кг | Бронза |
| Кубок світу з боротьби 2014 | Японія | вільна боротьба, до 57 кг | 8      |

### Виступи на інших змаганнях
| Змагання                                               | Збірна | Вагова категорія          | Місце  |
| ------------------------------------------------------ | ------ | ------------------------- | ------ |
| Літня Універсіада 2013                                 | Японія | вільна боротьба, до 55 кг | Бронза |
| Золотий Гран-прі з боротьби 2013 (Баку)                | Японія | вільна боротьба, до 55 кг | Золото |
| Кубок Тахті 2014                                       | Японія | вільна боротьба, до 57 кг | 7      |
| Турнір Яшара Догу 2014                                 | Японія | вільна боротьба, до 57 кг | Срібло |
| Чемпіонат світу з боротьби серед студентів 2014        | Японія | вільна боротьба, до 57 кг | Золото |
| Меморіал Вацлава Циолковського 2014                    | Японія | вільна боротьба, до 57 кг | 9      |
| Кубок Президента Бурятської Республіки з боротьби 2015 | Японія | вільна боротьба, до 57 кг | Срібло |
| Відкритий кубок Монголії з боротьби 2015               | Японія | вільна боротьба, до 57 кг | Срібло |

### Виступи на змаганнях молодших вікових груп
| Змагання                                      | Збірна | Вагова категорія          | Місце  |
| --------------------------------------------- | ------ | ------------------------- | ------ |
| Чемпіонат Азії з боротьби серед юніорів 2009  | Японія | вільна боротьба, до 55 кг | Срібло |
| Кубок світу з боротьби серед юніорів 2011     | Японія | вільна боротьба, до 55 кг | Бронза |
| Чемпіонат світу з боротьби серед юніорів 2011 | Японія | вільна боротьба, до 55 кг | 9      |
| Чемпіонат світу з боротьби серед юніорів 2012 | Японія | вільна боротьба, до 55 кг | Бронза |
| Чемпіонат Азії з боротьби серед кадетів 2007  | Японія | вільна боротьба, до 46 кг | Бронза |